# Francesco Glisenti

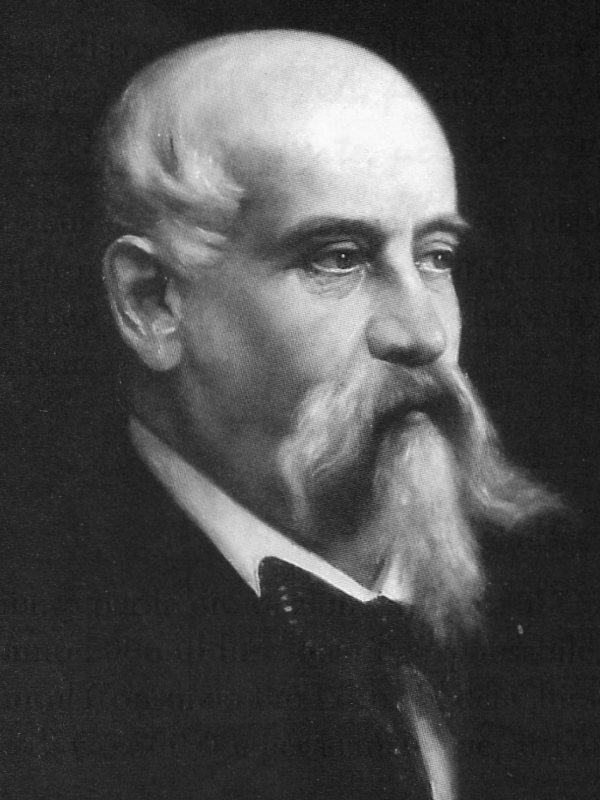
Francesco Glisenti.

Francesco Glisenti (08 de setembro de 1822 Storo, Trento, Itália — 05 de setembro de 1887 (64 anos) Bréscia, Bréscia, Itália), 
foi um empreendedor, político e patriota italiano, foi deputado na câmara entre 1876 e 1881.

## Biografia
Francesco Glisenti nasceu em Storo em 1822, de uma família de origens Valsabbine, mas operando no vale de Chiese desde o século XV com forjas para trabalhar o ferro. Seu pai, Giovanni Battista Glisenti, havia se mudado para a cidade de Trentino, então no Império Austríaco, onde o jovem Francesco viveu sua juventude fazendo amizades com a burguesia local e cultivando as primeiras ideias Mazzinianas e patrióticas, graças também a contatos frequentes com os círculos de negócios.
As atividades industriais situadas na fronteira entre a Áustria e a Lombardia-Veneto sofreram dificuldades devido às políticas tarifárias de direitos comerciais, para as quais os Glisenti foram gradualmente forçados a transferir parte de suas atividades para o vizinho Val Sabbia e para Villa Carcina.
Durante a primeira guerra de independência, Francesco participou na expedição do Corpi Franchi (1848) e nos Dez Dias de Brescia (1849). Mais tarde, ele trabalhou no Comitê de emigração e alistamentos no Piemonte, que pretendia incentivar a emigração de jovens para a "Regia Armata Sarda". Em 1859, durante a segunda guerra de independência, ele participou dos motins em Brescia aguardando a chegada na cidade do exército franco-piemontês e dos "Cacciatori delle Alpi" de Giuseppe Garibaldi. Ele logo se tornaria amigo deste último e organizou a coleção de voluntários brescianos para a Expedição dos Mil.
Como consequência da passagem da Lombardia para o Reino da Sardenha, a partir de 1860 os austríacos construíram o forte de mesmo nome, também denominado Forte Glisenti, junto à forja Glisenti em Ampola, para defender o vale do Ledro de possíveis violações da fronteira no rio Caffaro. O forte foi brevemente conquistado por Garibaldi, durante as operações no Trentino da terceira guerra de independência. O forte foi um dos lugares mais importantes para Francesco Glisenti: entre os primeiros a cruzar a soleira estava seu sobrinho, Giovanni, que era o dono do martelo de Creto de onde vieram as estruturas de ferro do forte e em cuja casa em Creto Garibaldi manteve sua sede por alguns dias a partir de 24 de julho de 1866.
Após as guerras de independência, as atividades na área de Brescia foram consolidadas: a Glisenti se transformou em uma indústria siderúrgica, mecânica e armamentista, produzindo fuzis e pistolas, como a Glisenti 1910.
Glisenti também interveio no campo político. Em 1860, ele colaborou na fundação da Circolo Nazionale: uma associação política próxima à esquerda parlamentar que coordenou os progressistas liberais de Brescia nos anos 60 e 70 do século XIX e que foi liderada por Francesco Cuzzetti e Giuseppe Zanardelli, amigo fraternal de Francesco da época das barricadas na Brescia contra os austríacos. Entre 1865 e 1880 foi vereador em Brescia, tornando-se também vereador entre 1865 e 1871 nos conselhos liderados pelos prefeitos Facchi e Formentini. Ele também foi conselheiro provincial do distrito de Vestone. Graças a esta função, presidiu à comissão que solicitou a construção da linha ferroviária Brescia - Vestone - Storo - Trento.
Em 1870, foi um dos fundadores do jornal diário La Provincia di Brescia, órgão de imprensa do grupo liberal de Zanardelli.
Em 1876, após a queda do segundo Ministério Minghetti, a esquerda passou para o governo. Por ocasião das eleições políticas, Zanardelli apoiou a candidatura de Glisenti no círculo eleitoral de Salò. Ele foi eleito no primeiro turno da Câmara ao derrotar o deputado de direita Ludovico Bettoni. Participou pouco da actividade parlamentar, preferindo dedicar as suas energias à consolidação da sua indústria, que se tornara a líder europeia do sector. Foi também confirmado nas eleições de 1880, onde derrotou nas urnas o prefeito salodiano Leonesio, mas renunciou no ano seguinte. Ele passou os últimos anos concentrando-se em sua próspera indústria, antes de confiá-la aos filhos Alfredo, Teodoro e Guido.

## Società Siderurgica Glisenti
Os Glisenti, de origem Valsabbine, estiveram presentes e operando no Vale Sabbia e no Vale do Chiese já no século XV com forjas para trabalhar o ferro localizadas ao longo dos cursos de água para explorar sua força cinética.
Giovanni Battista, nascido em Vestone, no início do século XIX mudou-se para o Vale do Chiese onde desenvolveu duas forjas em Creto e Storo na região de Trento para explorar as águas do ribeiro Palvico.
Alfredo, filho de Francesco, fundou a Società Siderurgica Glisenti em Milão em 1900 com um capital social de 2.500.000 liras, cujo presidente era o engenheiro Giuseppe Feltrinelli.